# Troglohyphantes konradi
Troglohyphantes konradi är en spindelart som beskrevs av Brignoli 1975. Troglohyphantes konradi ingår i släktet Troglohyphantes och familjen täckvävarspindlar.
Artens utbredningsområde är Italien. Inga underarter finns listade i Catalogue of Life.